# Toshiyuki Kobayashi
Toshiyuki Kobayashi (jap. 小林俊行 Kobayashi Toshiyuki; ur. 1962) – japoński matematyk zajmujący się teorią Liego. Pracuje na Uniwersytecie Tokijskim. 

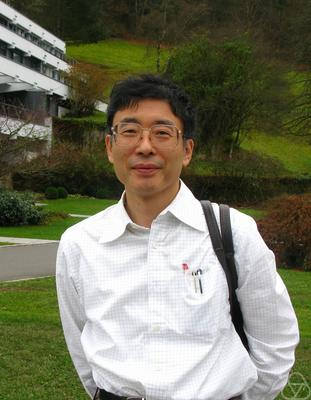
Toshiyuki Kobayashi

W 2002 roku wygłosił wykład sekcyjny na Międzynarodowym Kongresie Matematyków w Pekinie.